# Stanislav Hranický
Stanislav Hranický (6. června 1951 – 7. dubna 2013) byl český hardrockový zpěvák, dlouholetý člen ostravské skupiny Citron.
Jako zpěvák se poprvé představil publiku v roce 1968 společně s Marií Rottrovou v ostravské skupině Majestic. V téže skupině později vystupoval i s Věrou Špinarovou. V 70. letech hostoval ve skupině Iva Pavlíka a v roce 1982 se objevil ve skupině BBP. Pak nastoupil jako zpěvák do hardrockové skupiny Citron, která se od roku 1987, po příchodu Ladislava Křížka, řadila spíše k heavy metalu. Stanislav Hranický působil ve skupině Citron s přestávkou téměř třicet let.